# Кук (округ, Миннесота)
Кук (англ. Cook County) — округ в штате Миннесота, США. Административный центр и единственный город — Гранд-Марей. По переписи 2010 года в округе проживают 5176 человек.

## Географическое положение

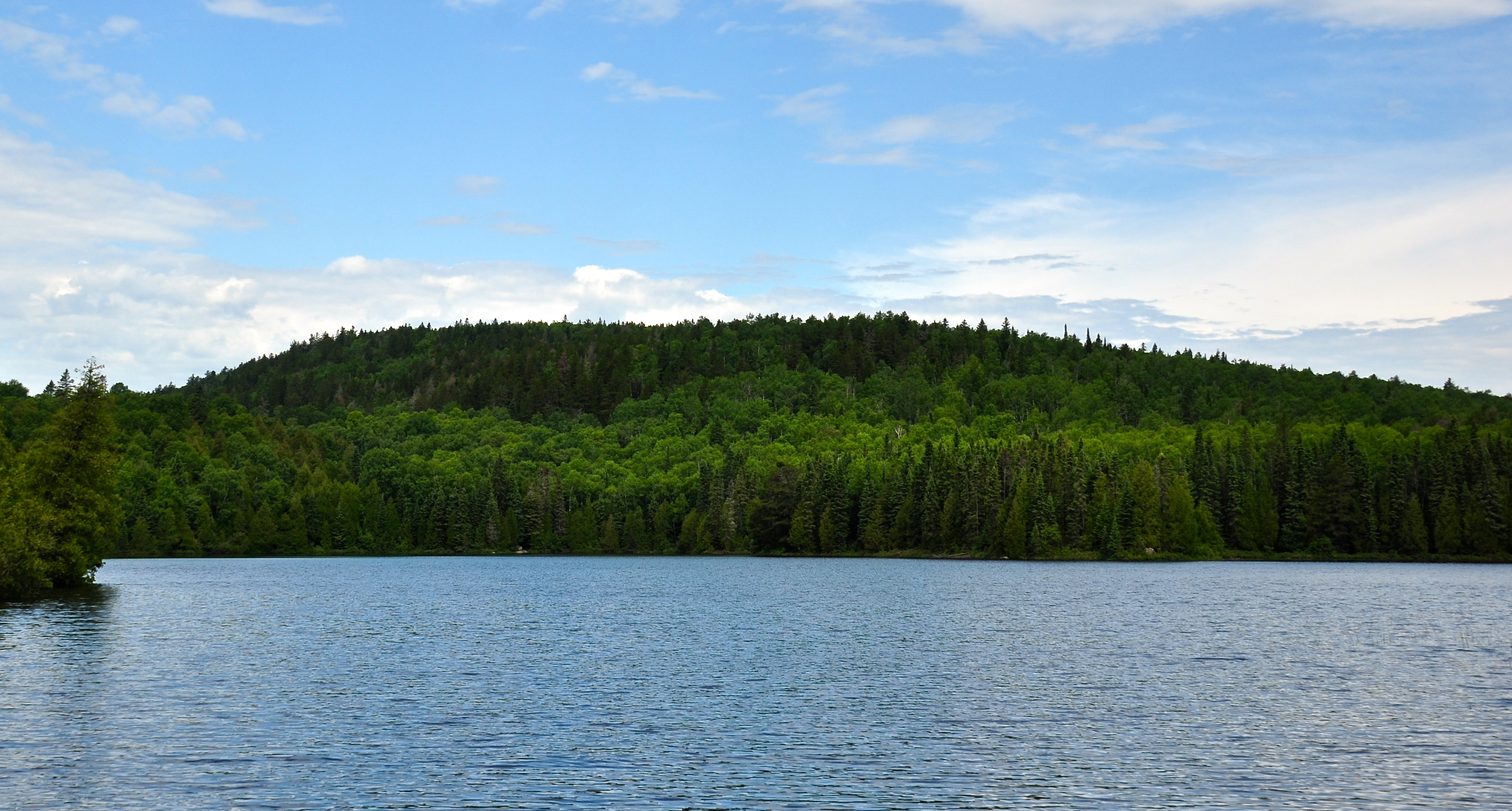
Игл-Маунтин в округе Кук, самая высокая точка штата

Округ Кук находится на северо-востоке штата Миннесота. Площадь округа составляет 5374,4 км², из которых 3761,4 км² — суша, а 4888,0 км² — вода. Кук — второй по площади округ штата после округа Сент-Луис. В округе находится самая высокая естественная точка штата — Игл-Маунтин (701 м).
Округ Кук граничит только с одним округом Миннесоты — округом Лейк на западе. Южную границу округа формирует озеро Верхнее. На севере находятся канадские округа Рейни-Ривер и Тандер-Бей.

## История
Округ был основан 9 марта 1874 года. Полковник Чарльз Грейвс, сенатор штата, представил законопроект по образованию округа Верендри, по имени первооткрывателя и исследователя земель у северной границы штата Миннесота, однако во время прохождения закона название сменили. Первоначально предполагалось, что округ был назван в честь Джона Кука, которого убили индейцы оджибве в 1872 году. Однако полковник Грейвс сообщил в письме, что округ был назван в честь майора Майкла Кука из Фэрибо, солдата гражданской войны, который был ранен во время битвы при Нэшвилле и умер через 11 дней.

## Демография
По данным переписи населения 2010 года в округе Кук проживали 5176 человек, было 2494 домохозяйства и 1446 семей. Расовый состав населения: 88,1 % белых, 0,3 % афроамериканцев, 8,6 % коренных американцев и представители двух и более рас — 2,1 %. 31,2 % населения округа имеют немецкие корни, 20,5 % — норвежские.
Из 2494 домашних хозяйств 48,1 % представляли собой совместно проживающие супружеские пары (12,8 % с детьми младше 18 лет), в 6,4 % домохозяйств женщины проживали без мужей, в 3,5 % домохозяйств мужчины проживали без жён, 42,0 % не имели семьи. В среднем домашнее хозяйство вели 2,05 человека, а средний размер семьи — 2,60 человека.
Население города по возрастному диапазону распределилось следующим образом: 16,8 % — жители младше 18 лет, 2,2 % — между 18 и 21 годами, 60,7 % — от 21 до 65 лет и 20,3 % — в возрасте 65 лет и старше. Средний возраст населения — 49,8 года. На каждые 100 женщин приходилось 99,7 мужчин, при этом на 100 совершеннолетних женщин приходилось уже 98,0 мужчин сопоставимого возраста.
В 2010 году из 4455 трудоспособного жителя старше 16 лет имели работу 2741 человек. При этом мужчины имели медианный доход в 36 150 долларов США в год против 27 832 доллара среднегодового дохода у женщин. В 2014 году медианный доход на семью оценивался в 56 146 $, на домашнее хозяйство — в 49 162 $. Доход на душу населения — 28 873 $.

### Населённые пункты
| Вид населённого пункта      | Вид населённого пункта      | Название                 | Оригинальное название    | Население, чел. (2010) | Площадь | Плотность |
| --------------------------- | --------------------------- | ------------------------ | ------------------------ | ---------------------- | ------- | --------- |
| Город                       | Город                       | Гранд-Марей              | Grand Marais             | 1351                   | 7,5     | 180,1     |
| Тауншип                     | Тауншип                     | Лутсен                   | Lutsen                   | 415                    | 273,9   | 1,5       |
|                             | СОМ                         | Лутсен                   | Lutsen                   | 190                    | 27,6    | 6,8       |
|                             | Остальная часть тауншипа    | Остальная часть тауншипа | Остальная часть тауншипа | 225                    | 246,2   | 0,9       |
| Тауншип                     | Тауншип                     | Тофте                    | Tofte                    | 249                    | 421,0   | 0,6       |
| Тауншип                     | Тауншип                     | Шредер                   | Schroeder                | 205                    | 411,7   | 0,5       |
| Неорганизованная территория | Неорганизованная территория | Гранд-Портидж            | Grand Portage            | 565                    | 499,0   | 1,1       |
| Неорганизованная территория | Неорганизованная территория | Ист-Кук                  | East Cook                | 775                    | 1133,8  | 0,68      |
| Неорганизованная территория | Неорганизованная территория | Уэст-Кук                 | West Cook                | 1616                   | 1717,0  | 0,9       |